# باربرا هوارد
باربرا هوارد (بالإنجليزية: Barbara Howard)‏ هي ممثلة أمريكية، ولدت في 4 نوفمبر 1956 بشيكاغو في الولايات المتحدة.

## وصلات خارجية
- باربرا هوارد على موقع IMDb (الإنجليزية)
- باربرا هوارد على موقع قاعدة بيانات الفيلم (الإنجليزية)